# David Nail
David Nail (18 maggio 1979) è un cantautore statunitense. È principalmente noto per le sue hit Red Light, Let It Rain e Whatever She's Got.

## Carriera
Ha pubblicato il suo primo album, I'm About to Come Alive, nel 2009. L'album include una collaborazione con Miranda Lambert e contiene alcuni brani scritti da Kenny Chesney e dal cantante dei Rascal Flatts Gary LeVox. Il primo singolo estratto, I'm About to Come Alive, era stato registrato in precedenza dalla band rock Train. La cover di Nail non ebbe particolare successo, raggiungendo la posizione 47 nella classifica Country. Il successo giunse con il secondo singolo estratto, Red Light. Il brano infatti, oltre a raggiungere la posizione 7 nella Hot Country Songs, entrò nella Hot 100, toccando la posizione 54. Il terzo singolo estratto, Turning Home, non riuscì ad ottenere lo stesso successo, fermandosi alla posizione 20 della Hot Country Songs.
Nel febbraio del 2011 Nail pubblicò un nuovo singolo, Let It Rain. Dopo quasi un anno il brano raggiunse la posizione numero 1 nella Hot Country Songs. Il singolo è incluso nel secondo album di David, The Sound Of A Million Dreams. Il secondo singolo estratto, The Sound Of A Million Dreams, fu un vero e proprio fallimento: raggiunse solo la posizione 38 nella Hot Country Songs.
Un nuovo singolo, Whatever She's Got, fu distribuito il 28 maggio 2013. Il brano è divenuto il più grande successo di Nail, essendo stato certificato disco di platino dalla RIAA e avendo ottenuto ampio successo e consenso anche nelle radio statunitensi orientate al pop commerciale. Ha raggiunto la posizione 35 nella Hot 100 e la numero 1 nella Hot Country Songs. È il primo singolo dal terzo album di Nail, I'm A Fire, distribuito il 4 marzo 2014.

## Discografia
Album
- 2009 - I'm About to Come Alive
- 2011 - The Sound of a Million Dreams
- 2014 - I'm a Fire

EP
- 2012 - 1979